# Kásád
Kásád es un pueblo ubicado en el distrito de Siklós, en el condado de Baranya, Hungría.

## Superficie
Posee una superficie de 13,29 kilómetros cuadrados.

## Demografía
Hasta 2019 la población era de 264 habitantes, con una densidad de población de 19,86 habitantes por kilómetro cuadrado.